# Società Calcio Frattese 1982-1983
Questa voce raccoglie le informazioni riguardanti la Società Calcio Frattese nelle competizioni ufficiali della stagione 1982-1983.

## Rosa
| N. |                   | Ruolo | Calciatore                 |
| -- | ----------------- | ----- | -------------------------- |
|    | Italia (bandiera) | D     | Salvatore Albano           |
|    | Italia (bandiera) |       | Amoroso                    |
|    | Italia (bandiera) | A     | Antonio Antezza            |
|    | Italia (bandiera) | D     | Vincenzo Attrice           |
|    | Italia (bandiera) | P     | Vincenzo Capasso           |
|    | Italia (bandiera) | C     | Giovanni Cavaliere         |
|    | Italia (bandiera) | C     | Raffaele Cipollaro         |
|    | Italia (bandiera) | C     | Luciano D'Agostino         |
|    | Italia (bandiera) | P     | Vincenzo Esposito Di Palma |
|    | Italia (bandiera) | D     | Gianni Furlano             |
|    | Italia (bandiera) | P     | Giovanni Fusco             |
|    | Italia (bandiera) | A     | Luigi Giammarco            |

| N. |                   | Ruolo | Calciatore         |
| -- | ----------------- | ----- | ------------------ |
|    | Italia (bandiera) | P     | Sossio Giuliano    |
|    | Italia (bandiera) | C     | Antonio Iodice     |
|    | Italia (bandiera) | D     | Luigi Massa        |
|    | Italia (bandiera) | C     | Filippo Milano     |
|    | Italia (bandiera) | C     | Piero Parisella    |
|    | Italia (bandiera) | D     | Vincenzo Pepe      |
|    | Italia (bandiera) | A     | Sossio Perfetto    |
|    | Italia (bandiera) | D     | Salvatore Perrelli |
|    | Italia (bandiera) | D     | Carlo Tebi         |
|    | Italia (bandiera) |       | Varracchio         |
|    | Italia (bandiera) | C     | Massimo Vitalone   |